# Quercus nipponica
Quercus nipponica är en bokväxtart som beskrevs av Gen-Iti Koidzumi. Quercus nipponica ingår i släktet ekar, och familjen bokväxter. Inga underarter finns listade.